# Somewhere Near Marseilles -マルセイユ辺り-
「Somewhere Near Marseilles -マルセイユ辺り-」（サムウェア・ニア・マルセイユ -マルセイユあたり-）は、日本のシンガーソングライター、宇多田ヒカルの楽曲。2022年2月23日発売の8thアルバム『BADモード』に収録されている。作詞・作曲は宇多田ヒカル、プロデューサーとして、同じく『BADモード』収録曲の「BADモード」、「気分じゃないの (Not In The Mood)」も手掛けたUKのプロデューサーFloating Pointsが担当している。
尚、本項目では本楽曲をリエディットした「Somewhere Near Marseilles -マルセイユ辺り- (Sci-Fi Edit)」についても合わせて記述する。

## 概要
本作は宇多田の楽曲の中では史上最長となる約12分近くのアシッド・ハウスとして仕上げられており、フローティング・ポインツとの共作曲である。
本作は、未完成のデモを元にフローティング・ポインツがイメージを大きく膨らませたものに宇多田がいたく感銘を受けて制作、完成されたという。
リアルサウンドでは、本作について「フローティング・ポインツの初期作品を思わせるややスロー気味な4つ打ちのうえに、少しトリッキーな譜割りの詞がのる本作のハイライトだ。この曲もまた、サウンドの微妙な抜き差しやパラメーターの変化がもたらすテクスチャの動きによって駆動するものだ。」と評している。
『Resident Advisor』では本作に関して、軽快に叩かれるボンゴや宇多田自身が演奏しているシェイカーなどによる「オンとオフを繰り返すリズムの中で、アシッド・ラインが唯一変わらずに、曲全体に巻きつきジワジワと広がっている」と評されている。
『TOKINON』にてアルバム『BADモード』ついてのコラムを担当した文筆家のつやちゃんはコラム内で本作について「オーシャンビュー」と「予約」のライミングに加えて、「予約」と「ようやく」のダブルミーニングを指摘し、「長かったパンデミックの終わりをさりげなく演出」していると評価している。
『NPR』では、「サム・シェパード（フローティング・ポインツ）は、宇多田の歌声が常に過去を睨む未来のように聞こえること—-時間の外側にありながら、ポップミュージックの変容を常に予見している—-を理解している」「ある意味、彼は昨年の『Promises』でファラオ・サンダースのサックスを演奏したように宇多田を扱っている」と評している。
『ピッチフォーク』では、「旧港のダイナミックなエネルギー、地中海の催眠的なうねり、ノートルダム・ドゥ・ラ・ガルドの荘厳さなど、この街（マルセイユ）の精神がよく表れている」とし、「宇多田は12分間に渡って、可能性に満ちた広大な空間を描き出している」「それは変容する親密さを常に求めているこのアルバムの真のブレークスルーと言えるだろう」と評価した。

### 縦型映像作品
本作はSpotifyのビデオシングルシリーズ「Go Stream」で「Somewhere Near Marseilles ―マルセイユ辺り― -LIVE at Sea Paradise」として公開された映像作品で、本楽曲には「CARTIER TRINITY FOR CHITOSE ABE OF sacai」のキャンペーンソングとしてのタイアップがついており、今作は同キャンペーンのビデオを担当した児玉裕一の手により、新たな映像作品として制作され、公開されている。
映像の内容としては、「全フロアOcean Viewのクラブ”SEA PARADISE”で繰り広げられる宇多田ヒカルのスペシャルライブパフォーマンス。やがて音に引き寄せられた謎の未確認生物”Floating Points”が現れ…」と言う監督のコンセプトに沿って、不思議な空間の中で宇多田が本作のパフォーマンスを繰り広げる内容になっている。
本作の映像撮影は2022年7月に横浜・八景島シーパラダイスで敢行され、同施設のはからいで夜の水族館を見学させてもらうなど、終始和やかなムードで撮影は進行したという。
今回の映像に関して、監督の児玉裕一は以下のようにコメントを寄せている。
「こんなクラブが本当にあったらいいのに！」と思わせるような空間に音楽が満たされていく中を、スイスイと泳ぐように移動していく宇多田さんの姿が印象的でした。彼女がまるで魚たちをコントロールしているかのようなシンクロニシティが度々起こっていたので、おそらくそういう能力もお持ちなのだと思います。※魚たちに直接ライトをあてないように細心の注意を払いながら撮影しました—児玉裕一

## Somewhere Near Marseilles -マルセイユ辺り- (Sci-Fi Edit)
『Somewhere Near Marseilles -マルセイユ辺り- (Sci-Fi Edit)』(サムウェア・ニア・マルセイユ -マルセイユあたり- (サイファイ・エディット))は宇多田ヒカルの配信限定シングル

### 概要
シングルとしては『Automatic (2024 Mix)』から僅か2週間足らずでのリリースとなる。
本作は8thアルバム『BADモード』に収録された同楽曲をリエディットしたものであり、本作を手掛けたフローティング・ポインツがリエディットを務めている。オリジナルでは約12分弱あったトラックをおよそ3分の1の約4分に短縮された形となっている。ベスト・アルバム『SCIENCE FICTION』のボーナストラックとして本作が収録されることとなっている。
配信リリースの日に、ミュージックビデオがYouTubeにてプレミア公開がなされた。

### 収録曲
1. Somewhere Near Marseilles -マルセイユ辺り- (Sci-Fi Edit)(4:12)
作詞・作曲：宇多田ヒカル / 編曲：Sam Shepherd 宇多田ヒカル

## 収録アルバム
Somewhere Near Marseilles -マルセイユ辺り-
- 『BADモード』

Somewhere Near Marseilles -マルセイユ辺り- (Sci-Fi Edit)　
- 『SCIENCE FICTION』